# Георгиев, Владимир Анатольевич
Влади́мир Анато́льевич Гео́ргиев (28 июня 1944, Москва — 6 июня 2022) — советский и российский историк, специалист по внешней политике России XIX века, национальной политике Российской империи. Известен как автор ряда исторических работ, опубликованных в научных журналах, рецензент, соавтор популярных учебных пособий и многочисленных учебников, в основном созданных в результате совместной работы с историком А. С. Орловым. Кандидат исторических наук, доцент.

## Биография
В 1968 году окончил исторический факультет МГУ.
В 1969 году начал работать на историческом факультете МГУ на кафедре истории СССР периода капитализма (с 1974 года заместитель заведующего кафедрой по учебной работе).
В 1970 году под научным руководством профессора Н. С. Киняпиной защитил кандидатскую диссертацию по теме «Внешняя политика России на Ближнем Востоке в конце 30-х — начале 40-х годов XIX в.»
В 1978 году перешёл на работу инструктором в отдел науки ЦК КПСС, в 1988—1992 годах — советник посольства СССР (затем России) в Турции. С 1992 года вновь преподавал на историческом факультете МГУ на кафедре истории России XIX — начала XX вв. (бывшая кафедра истории СССР периода капитализма).
Профессор Международной славянской академии.
Под руководством доцента В. А. Георгиева подготовлено и защищено 14 дипломных работ и 6 кандидатских диссертаций.
Общее число публикаций на 2013 год — 46.
Скончался 6 июня 2022 года. Похоронен в Москве на Новодевичьем кладбище рядом с родными (место 4-37-18).

## Награды
- 1978 — Лауреат премии Ленинского комсомола за книгу «Внешняя политика России на Ближнем Востоке в конце 30-х — начале 40-х годов XIX века», изданную в 1976 году.

## Основные публикации
Избранные статьи в научных журналах:
- Англо-американская историография политики России на Ближнем Востоке // «Вопросы истории». 1968. № 3.
- Материалы по русской истории в Архиве МИД Франции // Вопросы истории. 1974. № 3. (1 п.л.)
- Рец. на: М. К. Гримстед. Министр иностранных дел России при Александре I // Вопросы истории. 1972. № 6. (0,5 п.л.)
- Современная англо-американская историография истории России XIX в. (на нем. яз.) // Материалы III-го семинара историков СССР и социалистических стран. 1976. Ун-т им. Гумбольдта. Берлин, 1978. (1 п.л.)
- Цикл статей по внешней политике России. М., Изд-во «Энциклопедия», 2006. (2 п.л.)
- Учитель и педагог // Россия в XVIII—XIX веках. М.: Книжный дом «Университет», 2000. (1 п.л.)

Некоторые рецензии:
- Рец. на: Внешняя политика России XIX — начала XX вв. Серия II, тт. IX—X. // Вопросы истории. 1978. № 2. (1 п.л.).
- Рец. на: Внешняя политика России XIX — начала XX вв. Документы российского Министерства иностранных дел. Серия II, т. XI. // Новая и новейшая история. 1983. № 6. (0,5 п.л.)
- Рец. на: Дегоев В. В. Имам Шамиль // Отечественная история. 2002. № 3. (0,5 п.л.)

Учебные пособия:
- Основы курса истории России. М., 1997. (В соавт. с А. С. Орловым, Ю. А. Полуновым, Ю. Я. Терещенко).
- История России. (Учебник). М.: Проспект, 1997. (В соавт. с А. С. Орловым, Н. Г. Георгиевой и Т. А. Сивохиной)
- История России XIX — начала XX в. (Учебник). 3-е изд. М.: Изд-во МГУ; Издат. центр «Академия», 2004. (В соавт. с В. А. Фёдоровым и др.)
- Хрестоматия по истории России с древнейших времен до наших дней. М.: Проспект, 1999; 2-е изд., перераб. и доп. М.: Проспект, 2003. (В соавт. с Н. Г. Георгиевой, А. С. Орловым, Т. А. Сивохиной)
- История России XIX — начала XX в. (Учебник для 8 класса общеобразовательных учреждений, рекомендован Министерством образования РФ). М.: Проспект, 2004. (В соавт. с Н. Г. Георгиевой)
- История России с древнейших времен. (Учеб. пособие). М.: Велби, 2006. (В соавт. с Н. Г. Георгиевой)

Монографии:
- Внешняя политика России на Ближнем Востоке в конце 30-х — начале 40-х годов XIX в. М.: МГУ, 1975.
- Восточный вопрос во внешней политике России. Конец XVIII — начало XX в. М.: Наука, 1978. (В соавт. с Н. С. Киняпиной и др.)
- Итоги и задачи изучения внешней политики России. М.: Наука, 1981. (В соавторстве)

Список читаемых курсов и спецкурсов:
- История России XIX — начала XX вв.
- Восточное направление во внешней политике России конца XVIII—XIX вв. Османская империя. Балканы. Средний Восток. Закавказье и Северный Кавказ (спецкурс).
- Взаимоотношения России с народами Балканского полуострова и проблема проливов в первой половине XIX в. (спецкурс).
- Россия и Кавказ в XIX столетии (спецкурс).
- Источники по внешней политике России в XIX — начале XX вв. (спецкурс).
- Семинарские занятия.